# ヘロストラトス
ヘロストラトス（古代ギリシア語: Ἡρόστρατος, Herostratus）は、古代ギリシア・イオニアの人物で、若い羊飼いであった。社会的な地位は低く、エフェソス人でなかったか、もしくは奴隷だったと考えられている。有名になりたいという野心から、紀元前356年7月21日頃、エフェソス（現在のトルコ領）にあった高名な神殿・アルテミス神殿に放火したことで知られる。
アルテミス神殿は紀元前550年頃、リディア王クロイソスの出資で、クレタの建築家ケルシプロンとその息子メタゲネスによって建てられた大理石の神殿である。狩猟と野獣と出産の女神アルテミスに捧げられたアルテミス神殿はギリシア各地にあったが、その中でも最も美しいとされていた。しかしヘロストラトスの放火により神殿は火災で倒壊した。
捕まって拷問されたヘロストラトスは放火の責任を逃れるどころか堂々と犯人であることを認め、「自分の名を不滅のものとして歴史に残すため、最も美しい神殿に火を放った」と述べた。エフェソス市民たちは、有名になりたがる人間による同じような蛮行の再発を防ぐために、ヘロストラトスに死刑を宣告したのみならず、この先ヘロストラトスの名を口にした者も死刑にして彼の名を歴史から抹殺することを決めた（記録抹殺刑）。
アルテミス神殿が焼失した晩は、ちょうどアレクサンドロス大王が生まれた晩だったとされる（実際のところは不明であり、彼の出生を劇的にするため同じ日とされた可能性もある）。プルタルコスは、「アルテミス女神はアレクサンドロスの出産のことで頭がいっぱいで、燃えている神殿を救えなかった」と表現している。エフェソス市民は紀元前323年に放火前より大きな規模でアルテミス神殿を再建し、世界の七不思議に挙げられるほどの名声を得た。
しかしこうした処置にもかかわらず、永遠に歴史に残りたいというヘロストラトスの野望を阻むことはできなかった。同時代の歴史家で、エフェソス人ではなく近くのキオス島の人であったテオポンポスが、この事件と犯人の名を、ピリッポス2世の治世を記録した歴史書『ピリッピカ』（Philippica）に残しており、キケロ、プルタルコス、ストラボンら後世の歴史家たちもこの事件に触れているため、ヘロストラトスの名は今日にまで伝わってしまった。
英語では「ヘロストラトスの名声」（Herostratic fame）という言い回しがあり、「どんな犠牲を払ってでも有名になる」ことを指す。